# 宿命の女
「宿命の女」（原題： Femme Fatale）はヴェルヴェット・アンダーグラウンドとニコが1966年に発表した楽曲。

## 概要
作詞作曲はルー・リード。彼は本作品が生まれた経緯を次のように述べている。
1966年4月、アンディ・ウォーホルのプロデュースの下、ニューヨークのセプター・スタジオでレコーディングは行われた。同年12月、シングル「日曜の朝」のB面に収録。なお「日曜の朝」のプロデューサーはトム・ウィルソンが務めた。
1967年3月12日発売のファースト・アルバム『ヴェルヴェット・アンダーグラウンド・アンド・ニコ』に収録された。
ルー・リード、ジョン・ケイル、ニコの3人は1972年1月29日、パリのバタクラン劇場でコンサートを行い、本作品を演奏した。このコンサートは2004年10月19日に『Le Bataclan '72』として正式にCD化された。

## 演奏者
- ニコ - リード・ボーカル
- ルー・リード - ギター、バッキング・ボーカル
- ジョン・ケイル - ベース、ピアノ
- スターリング・モリソン - ギター、バッキング・ボーカル
- モーリン・タッカー - スネア・ドラム、タンバリン

## カバー・バージョン
- トレイシー・ソーン - 『A Distant Shore』（1982年）に収録。
- R.E.M. - 12インチ・シングル「Superman」（1986年）に収録。コンピレーション・アルバム『Dead Letter Office』に収録。
- トム・トム・クラブ - 『Boom Boom Chi Boom Boom』（1988年）に収録。
- デュラン・デュラン - 『Duran Duran』（1993年）に収録。
- プロパガンダ - コンピレーション・アルバム『Outside World』（2002年）に収録。
- エミリー・シモン - 『Émilie Simon』（2003年）のボーナス・トラックに収録。
- エルヴィス・コステロ - 『Secret, Profane & Sugarcane』（2009年）のボーナス・トラックに収録。